# Oficina Internacional por la Paz

Logo de la Oficina Internacional por la Paz

La Oficina Internacional por la Paz o IPB (en inglés: Permanent International Peace Bureau y en francés: Bureau International Permanent de la Paix) es la organización internacional más antigua dedicada a buscar soluciones a los conflictos mediante la paz. En 1910 fue galardonada con el Premio Nobel de la Paz. Su membresía consiste en 300 organizaciones en 70 países. La sede central de IPB está en Berlín, Alemania, y mantiene oficinas en Barcelona, España, y Ginebra, Suiza.
Sus campañas centrales son la Campaña Global sobre Gastos Militares (GCOMS) y el desarme para desarrollo sostenible, enfocándose tanto en armas nucleares como en armas convencionales y biológicas, minas terrestres, y armas pequeñas.
IPB tiene estado consultivo del Consejo Económico y Social (CES) de las Naciones Unidas y está asociado con el Departamento de Comunicación Global.

## Los primeros años
La Oficina Internacional por la Paz fue fundada en 1891 como resultado del Tercer Congreso Universal por la Paz celebrado aquel año en Roma, con Fredrik Bajer como uno de sus principales fundadores y como primer presidente. La oficina se estableció en Berna (Suiza) como un órgano central y ejecutivo de la Unión Internacional de las Sociedades por la Paz para coordinar las actividades de las diferentes sociedades a favor de la paz y promover el concepto de la búsqueda de soluciones pacíficas en los conflictos internacionales. En sus primeros años de vida la IPB estuvo formada por organizaciones con una misma ideología y programa.
Los principios de la Organización eran iniciar procedimientos de arbitraje internacional, la consecución de tratados bilaterales de paz, la creación de una corte internacional de justicia así como la creación de un cuerpo, o cuerpos, intergubernamentales o supranacionales para la cooperación y la negociación entre las naciones. Para poder promover estas ideas la Oficina realizó congresos anuales a favor de la paz. Proporcionó medios de comunicación entre aquellos que trabajaban a favor de la paz, editando una publicación Correspondance bimensuelle así como el anuario Annuaire du mouvement pacifiste.
En 1910 fue galardonada con el Premio Nobel de la Paz por su promoción de la paz internacional, y gracias a dinero recibido pudieron incrementar su labor internacional, muy debilitada en aquellos momentos y reducida a los donativos hechos por voluntarios.
Junto a la Unión Interparlamentaria, con la cual tenía una relación muy próxima, la Oficina Internacional por la Paz fue muy influyente en conseguir (aproximar) la preocupación por la paz a la opinión pública así como a los políticos, promoviendo desde su inicio la creación de la futura Sociedad de Naciones.

## Primera Guerra Mundial
La Primera Guerra Mundial comportó la paralización del trabajo de la Oficina, consiguiendo, así mismo, la extinción de la Unión Internacional de las Sociedades para la Paz. Al final de la guerra, la IPB no tuvo la misma fuerza predominante entre organizaciones e instituciones internacionales.

## Segunda Guerra Mundial
Durante la Segunda Guerra Mundial, por razones técnicas e ideológicas, el trabajo del IPB se detuvo, poniendo sus activos bajo supervisión temporal de las autoridades suizas. En 1946, una vez finalizada la guerra, algunas de sus organizaciones formantes retomaron su trabajo. El resultado fue la creación de una nueva organización internacional llamada International Liaison Committee of Organizations for Peace (ILCOP), que después de diversos años de negociaciones fue reconocida el 20 de enero de 1961 por el Consejo Federal de Suiza como la sucesora de la antigua Unión Internacional de Sociedades para la Paz. Los activos de esta oficina fueron integrados dentro del ILCOP, amparada dentro de la Organización de las Naciones Unidas en Ginebra. Posteriormente el ILCOP también integró dentro suyo los activos de la Oficina Internacional para la Paz, amparada bajo la ley suiza.

## La Campaña Global Sobre Gastos Militares
La Campaña Global Sobre Gastos Militares (GCOMS) es una campaña permanente, global, y durante todo el año, que fue creado en diciembre de 2014 por IPB para bordar el problema mundial de los gastos militares excesivos.
El objetivo de la campaña es presionar a los gobiernos del mundo para que inviertan dinero en los sectores de la salud, la educación, el empleo y el cambio climático en lugar de en el militar. También pide una reasignación anual mínima del 10% de los presupuestos militares de todos los estados. Por último, aboga por la reducción de la producción de armas y el comercio internacional de armas.
La campaña organiza el Día de Acción Global Sobre el Gasto Militar (GDAMS) para llamar la atención del público, los medios de comunicación y los políticos a los costos del gasto militar y la necesidad de invertir en nuevas prioridades.
El GCOMS se gestiona desde la oficina descentralizada del IPB en Barcelona, España, en coordinación con Centre Delàs d'Estudis de la Pau. Más de 100 organizaciones de 35 países se han unido a la campaña.

## Activismo Sobre el Desarme Nuclear
El IPB ha estado a la vanguardia de las actividades de desarme nuclear desde 1945, incluyendo:
- Tratado de No Proliferación Nuclear (TNP)
- Tratado de Prohibición Completa de los Ensayos Nucleares (TPCEN)
- World Court Project
- Tratado sobre la Prohibición de las Armas Nucleares (TPNW)

Actualmente, IPB hace una campaña para fomentar la firma y ratificación de la TPNW para que entre en vigor.

## Premio de la Paz Seán MacBride
Establecido en 1992, el Premio de la Paz Seán MacBride es otorgado por la Oficina Internacional de la Paz a una persona u organización que "haya realizado una labor destacada en favor de la paz, el desarme y/o los derechos humanos".  Lleva el nombre de Seán MacBride, ganador del Premio Nobel de la Paz que fue presidente de IPB de 1968 a 1974 y presidente de 1974 a 1985.

### Receptores
Los siguientes son los ganadores del Premio de la Paz Seán MacBride desde su creación en 1992:
| Año  | Receptor | Notas | Referencia    |
| ---- | --- | --- | ------------- |
| 1992 | Michael D. Higgins | |               |
| 1993 | Motarilavoa Hilda Lini                                                                                                | Desempeñó un papel fundamental en la decisión de la OMS de aprobar una solicitud a la Corte Mundial sobre la condición jurídica de las armas nucleares. |               |
| 1994 | Mordechai Vanunu | Condenado a 18 años de aislamiento por revelar detalles del arsenal nuclear de Israel. |               |
| 1995 | The Committee of Soldiers' Mothers of Russia                                                                          | El más importante de los grupos de ciudadanos rusos que se opusieron a la guerra en Chechenia. |               |
| 1996 | Selim Bešlagić | Por "su lucha contra el nacionalismo, la limpieza étnica y la intolerancia durante la guerra de su país". | [ 7 ]         |
| 1997 | Seeds of Hope Group                                                                                                   | Por desarmar un avión Hawk con destino a Indonesia. |               |
| 1998 | John Hume | Por "su contribución al proceso de paz de Irlanda del Norte". | [ 8 ]         |
| 1999 | Barbara Gladysch | Por su "compromiso extraordinario y durante todo el año con el desarme y la solidaridad práctica con las víctimas de guerras y desastres". | [ 9 ]         |
| 2000 | 1) Praful Bidwai 2) Achin Vanaik                                                                                      | Por estar al "frente de la campaña internacional contra la nuclearización del sur de Asia". | [ 10 ]        |
| 2001 | Rosalie Bertell | Por "su compromiso de toda la vida con la causa de la paz y por su profunda preocupación por el bienestar de los pueblos de todo el planeta". | [ 11 ]        |
| 2002 | Barbara Lee | Por "su único voto contra el bombardeo del Afganistán". |               |
| 2003 | Nihon Hidankyō | Sobrevivientes de los ataques con bomba A en Hiroshima y Nagasaki en 1945. Han dedicado el resto de sus vidas a la eliminación de las armas nucleares. |               |
| 2004 | Geneva Initiative on the Middle East                                                                                  | |               |
| 2005 | No award made | |               |
| 2006 | Alcaldes por la Paz: 1) Tadatoshi Akiba 2) Iccho Itoh                                                                 | Por "sus logros en despertar la demanda pública internacional por la abolición de las armas nucleares y una paz mundial duradera". | [ 12 ]        |
| 2007 | Jayantha Dhanapala | Por "su dedicación a la causa del desarme y sus iniciativas para la creación de la Zona Libre de Armas Nucleares de Asia Central". | [ 13 ]        |
| 2008 | Jacqueline Cabasso | Por "sus años de trabajo sobresaliente con las ONG e iniciativas para la paz y la abolición de las armas nucleares". | [ 14 ]        |
| 2009 | Betty Reardon | Por "su contribución a la educación para la paz y al movimiento por la paz en general". | [ 15 ]        |
| 2010 | Binalakshmi Nepram | Por "sus extraordinarios esfuerzos para promover el desarme y el fin de la violencia armada en la India". | [ 16 ]        |
| 2011 | 1) Hanaa Edwar 2) Dr. Peter Becker                                                                                    | 1) Por "su contribución al avance de la democracia y los derechos humanos, así como su firme postura contra la violencia y la guerra". 2) Por su trabajo con la sección alemana de la Asociación Internacional de Abogados contra las Armas Nucleares (IALANA). | [ 17 ] [ 18 ] |
| 2012 | 1) Lina Ben Mhenni 2) Nawal El Saadawi                                                                                | Por mostrar "gran coraje y ... contribuciones sustanciales a lo que se conoce como la Primavera Árabe". | [ 19 ]        |
| 2013 | Chelsea Manning | Por sus "valientes acciones para revelar información sobre los crímenes de guerra de los Estados Unidos". | [ 20 ]        |
| 2014 | El pueblo y el Gobierno de la República de las Islas Marshall                                                         | Por "llevar valientemente a los nueve países poseedores de armas nucleares ante la Corte Internacional de Justicia para hacer cumplir el Tratado de No Proliferación y el derecho consuetudinario internacional". | [ 21 ]        |
| 2015 | El pueblo y las comunidades insulares de Lampedusa (Italia) y la isla de Jeju (Corea del Sur)                         | Por mostrar "un profundo compromiso con la paz y la justicia social". | [ 20 ]        |
| 2016 | El Secretario General del IPB Colin Archer                                                                            | For 26 years "in the service of peace and of the IPB community." | [ 22 ]        |
| 2017 | 1) Todo el Consejo de Okinawa contra la nueva base de Henoko 2) Noam Chomsky 3) Jeremy Corbyn                         | 1) Por "su incansable compromiso de cerrar la Base Aérea Marina de Futemna, y por su oposición no violenta a la construcción de una nueva y masiva base aérea, terrestre y marítima en Henoko". 2) Por su "incansable compromiso con la paz, sus fuertes críticas a la política exterior de EE.UU. y su antiimperialismo". 3) Por su "sostenido y poderoso trabajo político por el desarme y la paz". | [ 20 ]        |
| 2018 | 1) Asociación para el Diálogo y la Investigación Histórica y Casa de la Cooperación 2) Helena Maleno 3) Douglas Roche | 1) Por sus "esfuerzos y promoción de [una] cultura de paz, así como por las actividades de construcción de la paz". 2) Por sus "esfuerzos para salvar cientos de vidas en el Mar Mediterráneo, y su fuerte compromiso con la defensa de los derechos humanos;" 3) Por sus "incansables esfuerzos para promover la paz internacional y el desarme".                                                    | [ 20 ]        |
| 2019 | 1) Bruce Kent 2) Elayne Whyte Gómez                                                                                   | Un "activista de la paz conocido internacionalmente y un 'verdadero héroe de la paz' que, incluso en sus 90 años, sigue siendo un activo defensor y organizador de la paz y los derechos humanos". 2) Por "su invaluable contribución a la realización del histórico Tratado de Prohibición de Armas Nucleares".                                                                                      | [ 20 ]        |

## Funcionarios
En la Asamblea Triennial de la IPB celebrada en Londres el 19 de octubre de 2019, se eligió un nuevo grupo de funcionarios de la Oficina Internacional por la Paz.

### Presidente
Actualmente los copresidentes de la IPB son:
| País        | Nombre          |
| ----------- | --------------- |
| Reino Unido | Philip Jennings |
| Italia      | Lisa Clark      |

### Tesorero
El actual tersorero es:
| País                | Nombre     |
| ------------------- | ---------- |
| Bandera de Alemania | Lucas Wirl |

### Vicepresidentes
Los actuales vicepresidentes son:
| País           | Nombre                |
| -------------- | --------------------- |
| España         | Jordi Calvo           |
| Filipinas      | Corazón Valdez Fabros |
| Estados Unidos | Joseph Gerson         |
| Reino Unido    | Dave Webb             |

### Miembros de la Junta
Los miembros de la junta son:
| País          | Nombre                    |
| ------------- | ------------------------- |
| Francia       | Alain Rouy                |
| Francia       | Arielle Denis             |
| India         | Binalakshmi Nepram        |
| Mongolia      | Enkhsaikhan Jargalsaikhan |
| Corea del Sur | Jun Kyu Lee               |
| Argentina     | Patricia Pérez            |
| Japón         | Rieko Asato-Kodama        |
| Canadá        | Yeshua Moser-Puangsuwan   |
| Canadá        | Steve Staples             |
| Bélgica       | Etienne De Jonghe         |

### Miembros del Consejo
Los miembros del consejo son:
| País           | Nombre                    |
| -------------- | ------------------------- |
| India          | Surender Singh Rajpurohit |
| Ghana          | Kwaku Addai               |
| Francia        | Lisa Silvestre            |
| Corea del Sur  | A-Young Moon              |
| Reino Unido    | Sara Medi Jones           |
| Bélgica        | Chloé Meulewaeter         |
| Colombia       | Angelo Cardona            |
| Estados Unidos | Emily Rubino              |
| Estados Unidos | Ann Wright                |
| Canadá         | Tamara Lorincz            |
| Rusia          | Oleg Viktorovich Bodrov   |
| Nigeria        | Ejimole Fidel Onwuekwe    |
| Reino Unido    | Jenny Clegg               |
| Alemania       | Stephan Möhrle            |

### Miembros del equipo
Los miembros del equipo son:
| País                 | Nombre         |
| -------------------- | -------------- |
| Alemania             | Reiner Braun   |
| Bosnia y Herzegovina | Amela Skiljan  |
| España               | Quique Sánchez |

## Premios Nobel de la Paz
El trabajo de la IPB fue recompensado con el Premio Nobel de la Paz en 1910, que también ha sido otorgado a algunos de sus miembros.

- 1901 : Frédéric Passy (Francia), Miembro del Consejo de la IPB
- 1902 : Élie Ducommun and Albert Gobat (Suiza), Primeros secretarios honorarios de la IPB.
- 1905 : Bertha von Suttner (Austria), Escritora y vicepresidenta honoraria de la IPB.
- 1907 : Ernesto Moneta (Italia), Miembro del Consejo de la IPB.
- 1908 : Fredrik Bajer (Dinamarca), Presidente honorario de la IPB.
- 1910 : Oficina Internacional por la Paz (IPB).
- 1911 : Alfred Fried (Austria), Miembro del Consejo de la IPB.
- 1913 : Henri La Fontaine (Bélgica), Presidente de la IPB.
- 1927 : Ludwig Quidde (Alemania), Miembro del Consejo de la IPB.
- 1959 : Philip Noel-Baker (Reino Unido), Vicepresidente de la IPB.
- 1962 : Linus Pauling (Estados Unidos), Vicepresidente de la IPB.
- 1974 : Seán MacBride (Irlanda), Presidente de la IPB.
- 1982 : Alva Myrdal (Suecia), Vicepresidente de la IPB.